# Mijaíl Chéjov
Mijaíl Aleksándrovich Chéjov (San Petersburgo, 29 de agosto de 1891-Beverly Hills, 30 de septiembre de 1955) fue un actor y director de teatro, escritor, director y actor de cine ruso-estadounidense. Hijo de Aleksandr Chéjov, hermano de Antón Chéjov, es decir, era sobrino del famoso escritor.

## Biografía
Etapas en la vida de Chéjov: 
- La primera fue en Rusia (Moscú); basada en la improvisación, experimentación, y en el segundo Teatro de Arte de Moscú.
- La segunda es en Alemania (Berlín) en la que triunfa como actor (nuevos conceptos: conciencia dividida en la que percibe su actuación ante el público y las orientaciones que le da su personaje durante la representación. Sustituye la memoria afectiva por la imaginación pura, pero no lleva a cabo sus ideales de formación del actor.
- La tercera etapa transcurre en París, Francia, donde crea su propio teatro llamado Chejov-Boner Studio el cual fracasa por su teatro utópico, en los Estados Bálticos (Estonia y Lituania), en la que vuelve a interpretar y a ser maestro; en Estados Unidos ocupó la dirección del Group Theatre, recientemente abandonada por Lee Strasberg, y donde pudo presentar explícitamente por primera vez ejemplos de su trabajo desde su exilio de Moscú.

Se planteó la gran incógnita que persiguió a Chéjov: era un excelente actor, pero ¿era posible enseñar su técnica? Entonces una alumna le propone viajar a Inglaterra con nuevos planes. Es entonces cuando junto con Beatrice Straight y Deirdre Hurt consiguen en Dartington el sueño de Chéjov, creando el Teatro Estudio Chéjov. Allí, la preparación, que duraba dos años completos, era completa y exhaustiva recordando que el trabajo del actor debía estar condicionado por un estímulo externo para después interiorizarlo. Pero la escuela se cerró debido a problemas políticos, y se reabrió en un pueblo cerca de Nueva York. Allí crea el concepto de gesto psicológico en el que se encuentran el alma del personaje y el cuerpo físico del intérprete. Por último se traslada a Los Ángeles donde termina con una gran carrera de actor y muere en 1955.
Estuvo tres años casado con Olga Chéjova que tomó el apellido de su marido. Su hija fue la actriz Ada Tschechowa (1916-1966), que falleció en un accidente aéreo y su nieta, la actriz Vera Tschechowa, hija de Ada nacida en 1940.

## Teoría y práctica del método de actuación
Uno de los más extraordinarios actores y maestros del s. XX, fue discípulo de Konstantín Stanislavski, quien llegó a considerarlo como uno de sus mejores alumnos pese a las grandes diferencias que los separaron (ejemplo: ejercicio de memoria afectiva con su padre “muerto”). Interpretó en el Teatro de Arte de Moscú.
La idea de que un actor puede «ir más allá del dramaturgo o de la obra» es la primera clave para comprender la técnica de Chéjov y hasta qué punto difería de las enseñanzas de Stanislavski. Chéjov dio la vuelta a la preparación actoral de Stanislavski. En lugar de las dos partes del Sistema Stanislavski, el «trabajo sobre sí mismo» seguido del «trabajo sobre su propio papel», Chéjov convirtió la imaginación y el trabajo sobre el personaje en sus fundamentos básicos. En la técnica de Chéjov, todos los ejercicios derivan de estos fundamentos.
Chéjov y Stanislavski ansiaban un sistema más perfecto de preparación del actor, pero Chéjov buscaba también un estilo más perfecto de comunicación con el público. Soñaba con una forma de actuación que incluyera un componente más amplio y más profundo, más cercana a la religiosidad extasiada de los antiguos griegos que al mezquino comercialismo y a la politiquería del teatro de la Rusia de la época.
Su teatro ideal consistía en unir la verdad interior y la profundidad emocional del sistema de Stanislavski con la belleza y el impacto visual de la obra de Rudolf Steiner (perfección en la ciencia del lenguaje visible tratando de transformar el sonido y el color en movimiento mediante danzas espirituales).
El trabajo en su estudio se basaba sobre todo en sus experimentos sobre el desarrollo del personaje. Chéjov rara vez preparaba una clase.
Sobre la base de su propio inconsciente colectivo o étnico, los estudiantes trataban de reencarnarse como sus personajes.
La técnica de Chéjov se basaba principalmente en imágenes, especialmente en imágenes viscerales, que pasaban por alto los procesos mentales complicados. Por ejemplo, en vez de decir al actor que se relajase (concepto abstracto: ¿por dónde empiezo?), le decía que «caminase con un sentimiento de facilidad». Otro ejemplo: en vez de decir que se sentase erguido le decía que «pensase hacia arriba». Chéjov adiestraba a sus estudiantes para encontrar estímulos externos, ficticios, al margen de sus experiencias personales que pudieran avivar sus emociones y sus imaginaciones (el halo de misterio y las atmósferas). La estimulación sensorial provenía de la creación de atmósferas y cualidades, o expresiones externas que, al sumarse al movimiento, provocaban los sentimientos representados por los gestos.
Otro aporte destacado de Chéjov es la introducción del concepto de "Cualidad de Movimiento" el cual se ve por primera vez en su libro Al actor. En él, Chéjov (junto con María Knevel) establecen que el personaje y el actor basan sus acciones y emociones en diferentes características las cuales fueron clasificadas en cada una de las cualidades, las cuales son:
- Vuelo
- Flote
- Deslizamiento
- Retorcimiento
- Presión
- Rebote
- Aleteo
- Azote

Hay una novena cualidad de movimiento llamada "Irradiación", que sigue siendo objeto de discusión entre los teóricos de la actuación y del sistema Stanislavski.

## Premios y distinciones
Premios Óscar
| Año  | Categoría              | Película   | Resultado |
| ---- | ---------------------- | ---------- | --------- |
| 1946 | Mejor actor de reparto | Spellbound | Nominado  |